# Romeo Fernandes
Romeo Fernandes (Assolna, 6 luglio 1992) è un calciatore indiano, centrocampista svincolato.

## Carriera

### Club
Il 2 maggio debutta con l'Atlético Paranaense entrando nel 69' nella partita contro il Nacional PR valevole per il Campionato Paranaense.
Torna a vestire la maglia del Goa nella seconda edizione dalle Indian Super League.

### Nazionale
Nel 2015 ha giocato una partita con la nazionale indiana.

## Statistiche

### Presenze e reti nei club
| Stagione             | Squadra              | Campionato           | Campionato | Campionato | Coppe nazionali | Coppe nazionali | Coppe nazionali | Coppe continentali | Coppe continentali | Coppe continentali | Altre coppe | Altre coppe | Altre coppe | Totale | Totale |
| Stagione             | Squadra              | Comp                 | Pres       | Reti       | Comp            | Pres            | Reti            | Comp               | Pres               | Reti               | Comp        | Pres        | Reti        | Pres   | Reti   |
| -------------------- | -------------------- | -------------------- | ---------- | ---------- | --------------- | --------------- | --------------- | ------------------ | ------------------ | ------------------ | ----------- | ----------- | ----------- | ------ | ------ |
| 2016                 | Dempo                | IL2                  | 10         | 0          | -               | -               | -               | -                  | -                  | -                  | -           | -           | -           | 10     | 0      |
| Totale Dempo         | Totale Dempo         | Totale Dempo         | 10         | 0          |                 | 0               | 0               |                    | 0                  | 0                  |             | -           | -           | 10     | 0      |
| 2016                 | Goa                  | ISL                  | 12         | 1          | -               | -               | -               | -                  | -                  | -                  | -           | -           | -           | 12     | 1      |
| 2016-2017            | East Bengal          | IL                   | 8          | 0          | FC              | 1               | 0               | -                  | -                  | -                  | -           | -           | -           | 9      | 0      |
| 2017-2018            | Delhi Dynamos        | ISL                  | 12         | 0          | SC              | 1               | 0               | -                  | -                  | -                  | -           | -           | -           | 13     | 0      |
| 2018-2019            | Delhi Dynamos        | ISL                  | 11         | 1          | SC              | 1               | 0               | -                  | -                  | -                  | -           | -           | -           | 12     | 1      |
| Totale Delhi Dynamos | Totale Delhi Dynamos | Totale Delhi Dynamos | 23         | 1          |                 | 2               | 0               |                    | 0                  | 0                  |             | -           | -           | 25     | 1      |
| 2019-2020            | Odisha               | ISL                  | 3          | 0          | SC              | -               | -               | -                  | -                  | -                  | -           | -           | -           | 3      | 0      |
| apr.-giu. 2021       | Goa                  | ISL                  | -          | -          | -               | -               | -               | AFC                | 1                  | 0                  | -           | -           | -           | 1      | 0      |
| Totale Goa           | Totale Goa           | Totale Goa           | 12         | 1          |                 | 0               | 0               |                    | 1                  | 0                  |             | -           | -           | 13     | 1      |
| 2021-2022            | East Bengal          | ISL                  | 0          | 0          | -               | -               | -               | -                  | -                  | -                  | -           | -           | -           | 0      | 0      |
| Totale carriera      | Totale carriera      | Totale carriera      | 56         | 2          |                 | 3               | 0               |                    | 1                  | 0                  |             | -           | -           | 60     | 2      |

### Cronologia presenze e reti in Nazionale
| Cronologia completa delle presenze e delle reti in nazionale ― India | Cronologia completa delle presenze e delle reti in nazionale ― India | Cronologia completa delle presenze e delle reti in nazionale ― India | Cronologia completa delle presenze e delle reti in nazionale ― India | Cronologia completa delle presenze e delle reti in nazionale ― India | Cronologia completa delle presenze e delle reti in nazionale ― India | Cronologia completa delle presenze e delle reti in nazionale ― India | Cronologia completa delle presenze e delle reti in nazionale ― India |
| Data                                                                 | Città                                                                | In casa                                                              | Risultato                                                            | Ospiti                                                               | Competizione                                                         | Reti                                                                 | Note                                                                 |
| -------------------------------------------------------------------- | -------------------------------------------------------------------- | -------------------------------------------------------------------- | -------------------------------------------------------------------- | -------------------------------------------------------------------- | -------------------------------------------------------------------- | -------------------------------------------------------------------- | -------------------------------------------------------------------- |
| 12-11-2015                                                           | Bangalore                                                            | India                                                                | 1 – 0                                                                | Guam                                                                 | Qual. Mondiali 2018                                                  | -                                                                    | 46’                                                                  |
| Totale                                                               |                                                                      | Presenze                                                             | 1                                                                    |                                                                      | Reti                                                                 | 0                                                                    |                                                                      |